# Turmhügel Häuselberg
Der Turmhügel Häuselberg ist eine abgegangene spätmittelalterliche Turmhügelburg (Motte) etwa 140 m südwestlich der Filialkirche St. Ulrich von  Häuselberg bzw. 560 m südöstlich von Obermenach, beides Stadtteile der niederbayerischen Stadt Bogen im Landkreis Straubing-Bogen. Die Anlage wird als Bodendenkmal unter der Aktennummer D-2-7042-0015 als „Burgstall des späten Mittelalters“ geführt. 

## Beschreibung
Der Turmhügel Häuselberg liegt in unmittelbarer Nähe und 20 m höher als die im Westen vorbeifließende Menach auf dem Häuselberg. Im vorderen Teil einer vorstoßenden Geländezunge liegt der dreiseitig künstlich geböschte Kegelstumpf mit einem ebenen Plateau. Nach Osten zu ist dieser durch einen Halsgraben abgetrennt. Hier führt ein Weg auf das Plateau, auf dem heute ein neuzeitliches Haus steht. Die Ostkante des Außenwalls ist zu schwach ausgebildet, sie fällt zu einer noch erkennbaren Grabensenke. 1952 wurden hier ein Schlüssel und ein mittelalterlicher Sporn gefunden, die im Gäubodenmuseum von Straubing aufbewahrt werden. 